# Aulagromyza wuoerntausi
Aulagromyza wuoerntausi är en tvåvingeart som beskrevs av Friedrich Georg Hendel 1936. Aulagromyza wuoerntausi ingår i släktet Aulagromyza och familjen minerarflugor. Inga underarter finns listade i Catalogue of Life.